# Szupernóva

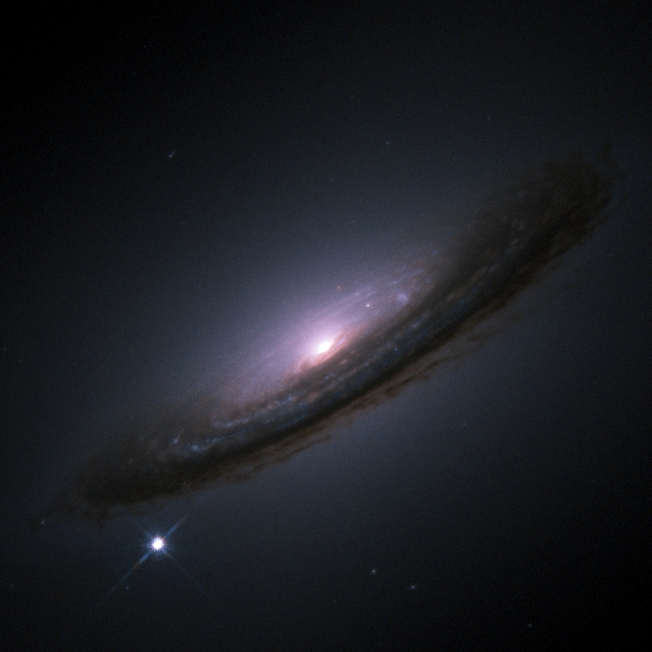
Az NGC 4526 spirálgalaxisban fellángolt SN 1994D Ia típusú szupernóva (balra lent)

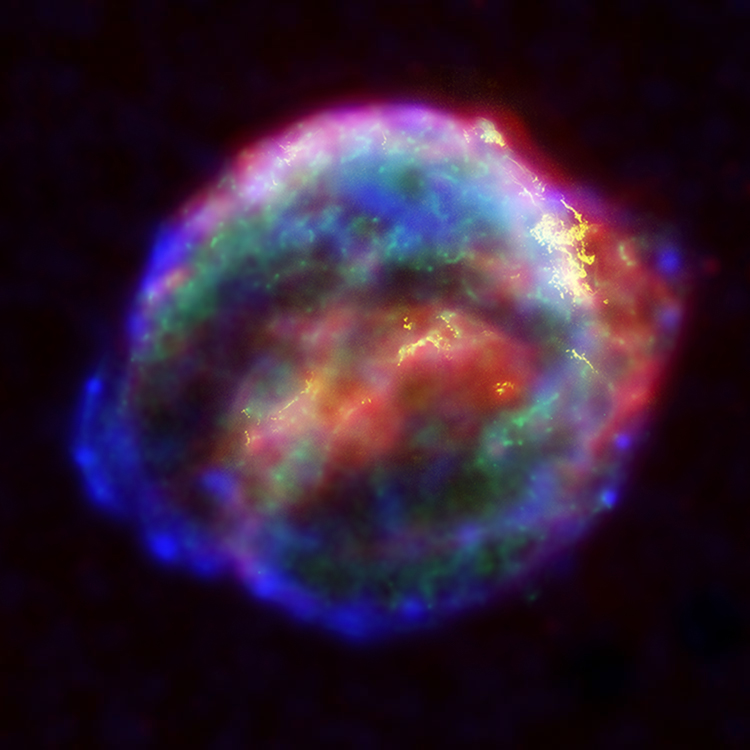
A Kepler által megfigyelt szupernóva (SN 1604) maradványa a Spitzer űrtávcső (infravörös, a képen pirossal), a Hubble űrtávcső (látható fény, a képen sárgával) és a Chandra űrtávcső (röntgen, a képen zölddel és kékkel) képeiből összeállítva

A szupernóva a Napnál nagyobb tömegű csillag végső, nagy robbanása, melynek során a csillag luminozitása (néhány hónapon keresztül) egy átlagos galaxiséval vetekszik. Neve az égbolton új (latinul nova, azaz „új”) csillagként való feltűnéséhez kapcsolódik, régebben hívták vendégcsillagnak is. A „szuper” a kevésbé fényes nóváktól való megkülönböztetésre szolgál, melyek más okból fényesednek ki.
A szupernóva-robbanás során a csillag ledobja a külső rétegét, mely a környezetét hidrogénnel, héliummal és nehezebb elemekkel telíti. A kidobott anyag általában gömb alakban tágul, miközben egyre ritkább lesz. Ha a szupernóva-robbanás közeli por- vagy gázködöt nyom össze, ott megindíthatja újabb csillagok kialakulását, és nehezebb elemekkel szennyezheti azt a ködöt. A Napban és Földünkön található, lítiumnál nehezebb elemek léte annak köszönhető, hogy a Naprendszer keletkezésekor a közelünkben több szupernóva-robbanás történt.
A szupernóvák többször {\displaystyle 10^{44}} joule energiát képesek kibocsátani, nagyjából annyit, amit a Nap egész élettartama során. Megkülönböztetünk I. (ezen belül Ia, Ib és Ic) és II típusú szupernóvákat az alapján, hogy a robbanási folyamat korai színképében kimutatható-e a hidrogén. Újabban több, a hagyományos osztályozási rendszerbe nehezen besorolható szupernóvát is felfedeztek.
Az ismertebb szupernóvák közé tartozik a Nagy Magellán-felhőben fellángolt SN 1987A jelű, valamint az 1604-ben felfedezett Kepler-féle szupernóva (SN 1604). Ez utóbbi, illetve az 1572. évi Tycho Brahe-féle szupernóva (SN 1572) jelentős lökést adtak a csillagászat fejlődésének, mivel a korabeli klasszikus felfogást, amely az állandó csillagokat az éggömb változatlan részeinek tartotta, véglegesen megingatták.

## Megfigyelésük története

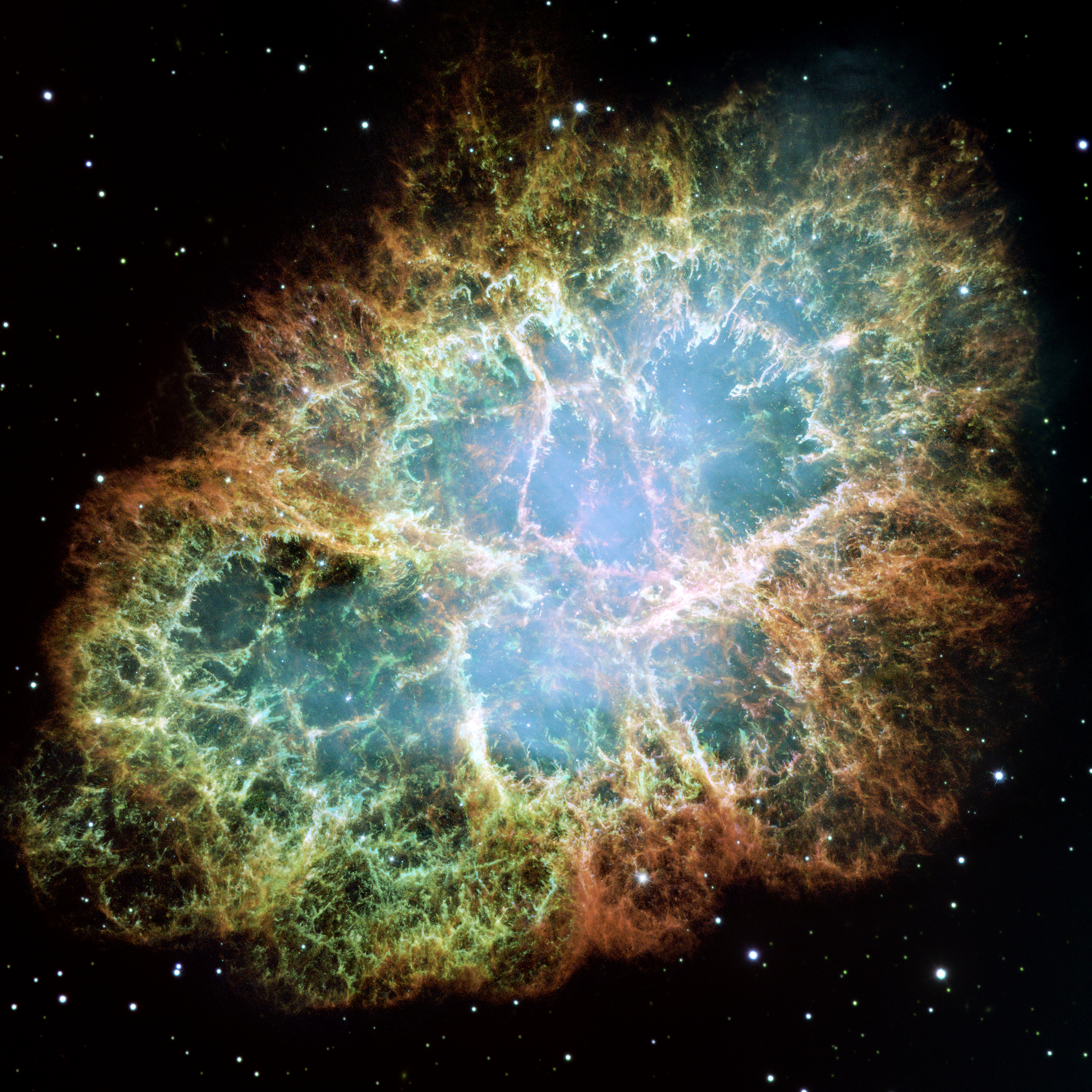
A Rák-köd szupernóva-maradvány a Bika csillagképben, az 1054-es szupernóva maradványa

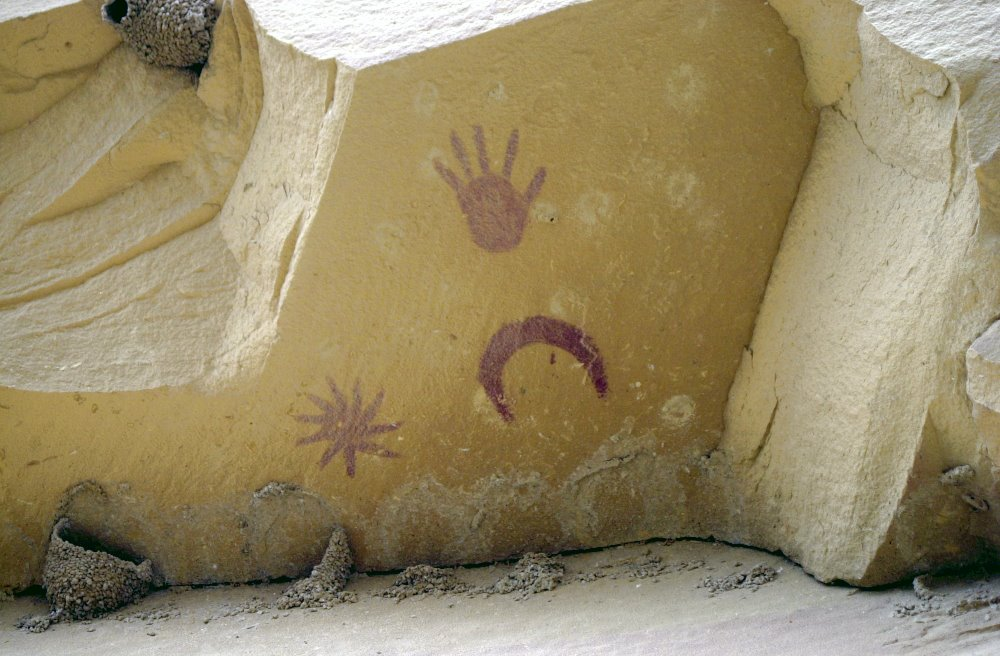
Anaszázi indián sziklarajz, az 1054-es szupernóva ábrázolásával, a „vendégcsillagot” a holdsarlóval ábrázolva

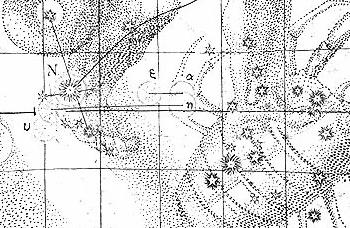
Kepler szupernóvája az általa készített csillagtérképen, „N”-nel („Nova”) jelölve

A legkorábbi ismert szupernóva az SN 185, ezt kínai csillagászok jegyezték fel i. sz. 185-ben. Az emberiség írott történelmének legfényesebb csillagközi eseménye az SN 1006 megfigyelése volt a Farkas csillagképben, amelyről a Föld több pontján készültek feljegyzések. Hónapokig megfigyelték, és fényénél éjszaka akár olvasni is lehetett. Az SN 1054-et több helyről is megfigyelték (de Európából sajnos nem), ennek maradványa a Rák-köd. A Rák-köd régebbi rajzait és újabb fényképeit összehasonlítva a 20. század elején jöttek rá arra, hogy a köd tágul, és hogy a tágulás valamikor 1000 körül kezdődhetett. A galaxisunkban szabad szemmel megfigyelhető két legutolsó szupernóva (az SN 1572, ezt Tycho de Brahe fedezte fel és az SN 1604, Kepler szupernóvája) fontos volt abból a szempontból, hogy döntő bizonyítékot szolgáltatott az arisztotelészi világkép megdöntésére, mely szerint a Holdon túli világ teljesen változatlan.
A távcső feltalálása után vált lehetővé a Tejútrendszerünkön kívüli, extragalaktikus szupernóvák felfedezése, ezek közül az első az 1885-ben, az Androméda-galaxisban felfedezett S Andromedae (SN 1885A) volt. A 20. században a csillagászoknak sikerült megérteniük a különböző szupernóva-típusok működési mechanizmusát, valamint szerepüket a héliumnál nehezebb elemek létrejöttében. A nagyon távoli szupernóvák – standard gyertyaként használva – lehetőséget biztosítanak a Világegyetem korának és tágulási sebességének meghatározására: az ezekből szerzett bizonyítékok alapján a Világegyetem egyre gyorsulva tágul.

## A szupernóvák felfedezése

A felfedezett szupernóvák számának alakulása, 1993-tól külön színekkel jelölve a szupernóva-kereső programokat

Mivel a szupernóvák viszonylag ritkák (egy, a Tejútrendszerünkhöz hasonló galaxisban átlagosan 50 évenként lángol fel egy, bár például a csillagontó-galaxisokban ez sokkal gyakoribb is lehet), ezért egyszerre számos galaxis megfigyelésére van szükség a megfelelő nagyságú mintavételhez.
A más galaxisokban fellángoló szupernóvák előrejelzésére nincsen lehetőség (a Tejútrendszeren belül is csak nagyon korlátozottan), így, amikor felfedezik őket, akkor már javában zajlik a folyamat. A szupernóvák legfontosabb adata legnagyobb fényességük, ezért ennek elérése előtt, a viszonylag rövid ideig tartó fényesedő fázisban lenne a legjobb felfedezni őket. A nagyszámú amatőrcsillagász ebben jelentős segítséget nyújt, ők rendszerint vizuális módszerrel, a távcsőbe bepillantva fedezik fel a galaxisban megjelent új csillagot.
A 20. század végétől kezdve megnőtt az automatizált keresőprogramok jelentősége, számítógéppel vezérelt távcsövekre szerelt CCD-kamerák képeit erre a célra megírt szoftverekkel hasonlítják össze. Amatőrök is dolgoznak hasonló módszerekkel, de profi csillagászok is üzemeltetnek ilyen rendszereket, ilyen például a Katzman Automatic Imaging Telescope. A szupernóvák időben történő felfedezését segíti az Supernova Early Warning System (SNEWS) rendszer, mely a szupernóvák felől érkező neutrínók észlelésére koncentrál: a neutrínók a csillagok magjának összeroppanásakor indulnak útjukra, még azelőtt, hogy a csillag szupernóvaként felrobbanna, így a felfénylés előtt érkeznek a Földre, emellett a csillagközi anyag sem nyeli el őket.
A szupernóvákat távolságuk szerint kétfelé oszthatjuk: a (közeli) kis és a (távoli) nagy vöröseltolódású szupernóvákra, a kettő között a z = 0,1-0,3 vöröseltolódás-értékek mentén húzódik a határ. A közelebbi, kis vöröseltolódású szupernóvák elég fényesek ahhoz, hogy színképüket részletesen tanulmányozhassuk, így lehetőség nyílik fizikájuk alaposabb megismerésére. A nagy vöröseltolódású szupernóvák jelentősége leginkább a világegyetem tágulásának mérésében mutatkozik, standard gyertyaként felhasználva őket ugyanis megmérhető az adott galaxis távolsága, vöröseltolódásukból pedig a távolodási sebességük, amely a Hubble-állandó pontosításához szükséges.
Újabban sikerült megfigyelni régebbi szupernóvák fényhullámainak terjedését, a robbanáskor útjára induló fényimpulzus ugyanis – egy fénysebességgel táguló gömbfelületen haladva – megvilágítja az útjába kerülő csillagközi gázt és port. Az ilyen fényjelenségről megfelelő érzékenységű műszerekkel akár színképeket is felvehetünk, így korábbi szupernóvák tanulmányozására is lehetőség nyílik.

## A szupernóvák osztályozása
A szupernóvákat színképük alapján hagyományosan (Fritz Zwicky nyomán) két fő osztályba soroljuk, az I típusban nem láthatóak a hidrogén színképvonalai, a II típusban láthatóak. A robbanás mechanizmusa alapján az Ia altípus mögött teljesen különböző fizikai folyamat áll, mint az Ib, Ic és II altípus mögött.
| I típus: A korai spektrumban nem láthatók a hidrogén színképvonalai | I típus: A korai spektrumban nem láthatók a hidrogén színképvonalai | I típus: A korai spektrumban nem láthatók a hidrogén színképvonalai | II típus: A korai spektrumban kimutatható a hidrogén színképvonala | II típus: A korai spektrumban kimutatható a hidrogén színképvonala | II típus: A korai spektrumban kimutatható a hidrogén színképvonala                         |
| Ia típus: A színkép szilíciumot is tartalmaz                        | A színkép nem tartalmaz szilíciumot                                 | A színkép nem tartalmaz szilíciumot                                 | IIb típus: Erős héliumvonalak                                      | „átlagos“ II típus: Domináns hidrogénvonalak                       | „átlagos“ II típus: Domináns hidrogénvonalak                                               |
| Ia típus: A színkép szilíciumot is tartalmaz                        | Ib típus: Magas héliumtartalom                                      | Ic típus: Alacsony héliumtartalom                                   | IIb típus: Erős héliumvonalak                                      | II L típus: A fénygörbe a maximum elérése után lineárisan csökken  | II P típus: A fénygörbe a maximum elérése után egy ideig még magas szinten marad („plató”) |

### Ia típus

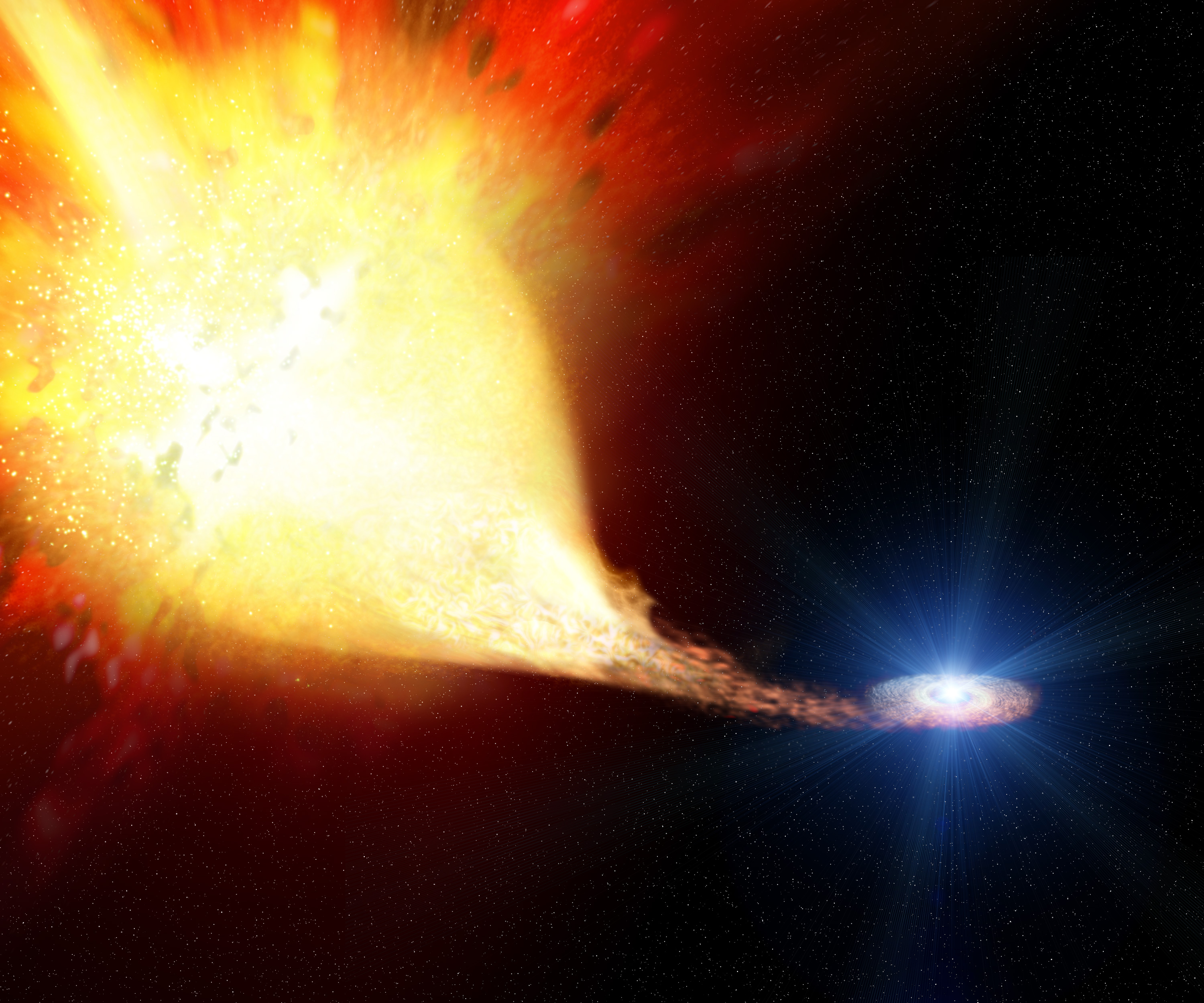
Egy Ia típusú szupernóva-jelölt fantáziarajza: a fehér törpe (jobb oldalon, lent), anyagot szív el a felfúvódott, nagy méretű, de ritka vörös óriás légköréből. A fehér törpe felé áramló anyag akkréciós korongot képez, majd folyamatosan gyorsulva zuhan a fehér törpére. Amikor a fehér törpe tömege eléri a Chandrasekhar-határt, fellángol a szupernóva

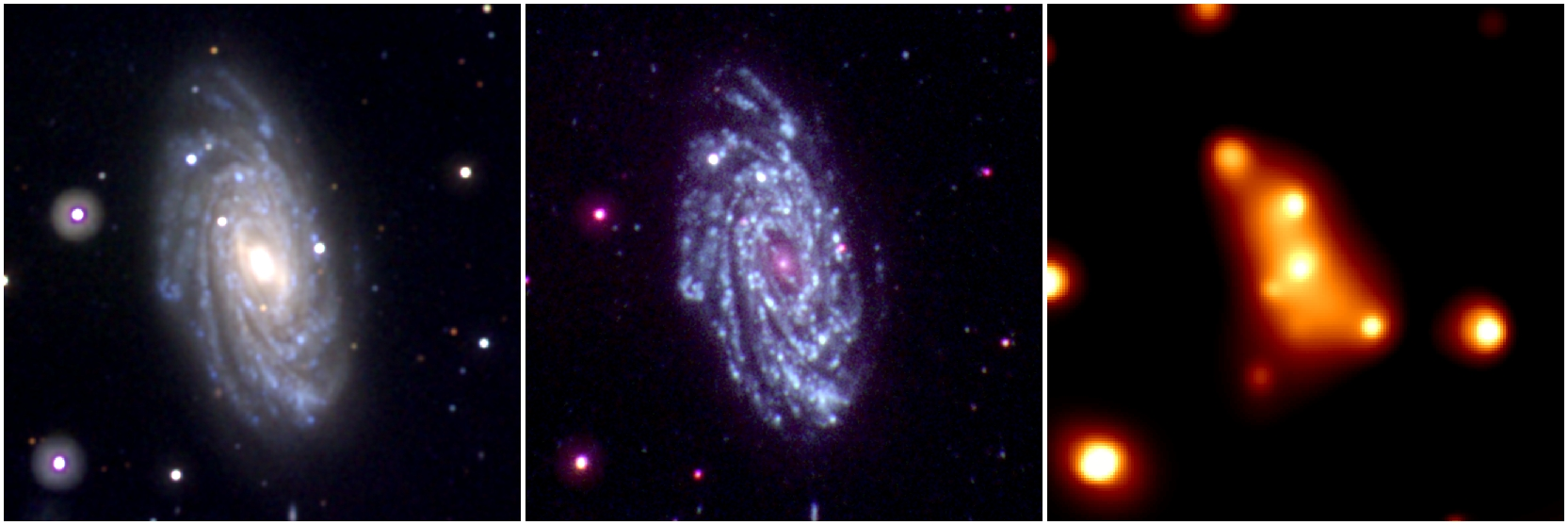
Az SN 2006bp szupernóva látható, ultraibolya és röntgenképe

Az SN 1987A szupernóva-maradvány fejlődése, 1994–2004 között. A szupernóva által keltett, a fénysebesség mintegy egyhuszadával haladó lökéshullámrendszer beleütközött a körülbelül egy fényév átmérőjű, a progenitor által 20 000 éve ledobott gázgyűrűbe, és fénylésre késztette

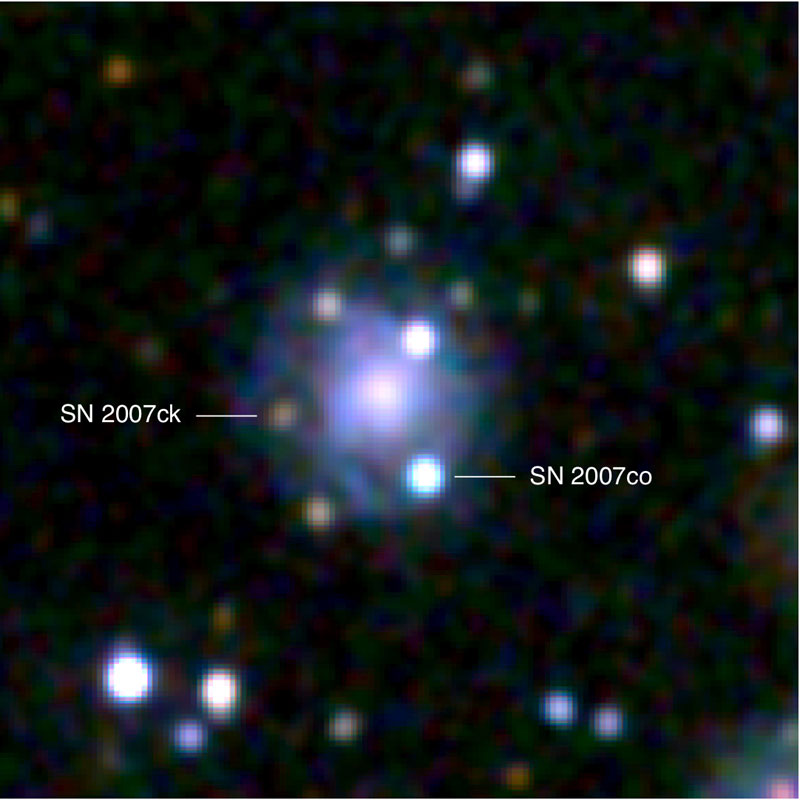
Az MCG +05-43-16 jelű távoli spirálgalaxisban majdnem pontosan egy időben robbant két szupernóva, az SN 2007ck II típusú és az SN 2007co Ia típusú szupernóva. Az Ia szupernóva mintegy tízszer fényesebb, bár az SN 2007ck már korábban elkezdett halványodni. A NASA Swift műholdjának felvétele, a látható fény tartományában

Kisebb tömegű csillagok, melyek egy szoros kettős rendszer részei és fehér törpeként, az átmeneti végstádiumukban a kísérőcsillaguktól – amely többnyire egy vörös óriás – anyagot kapnak. Az idők folyamán több nóvakitörés is előfordulhat, melyek során a felhalmozott gázokból a hidrogén fuzionál és a fúzió végtermékei visszamaradnak. Ez a folyamat egészen addig tart, amíg a fehér törpe meg nem közelíti a Chandrasekhar-határt és így a saját gravitációja következtében olyan sűrűvé nem válik, hogy a hőmérsékleti nyomás szerepét a teljes összeomlás megakadályozásában a kvantumnyomás veszi át. A hőmérsékleti nyomás alatt működő magfúzió önszabályozó rendszer, ugyanis ha a magfúzióban felszabaduló energia hatására nő a csillag belső hőmérséklete, akkor a megnövekedő hőmérsékleti nyomás hatására kitágul a csillag, aminek következtében lehűl, és így csökken a magfúzió hevessége. A kvantumnyomás azonban független a hőmérséklettől. Így ha egy kvantumnyomás következtében egyensúlyi állapotban levő csillagban beindul valamilyen magfúziós folyamat, jellemzően szénfúzió, akkor a megnövekedő hőmérséklet hatására nem tágul ki a csillag, vagyis nem csökken a hőmérséklete, így a magfúzió szabályozatlan formában egyre hevesebbé válik és a csillag egy gigantikus méretű termonukleáris bombaként felrobban, és a magfúzióban részt vevő összes anyag rendkívül gyorsan vassá és hozzá hasonló nehéz elemekké alakul át. Ezt a jelenséget termonukleáris, vagy más néven Ia típusú szupernóvának is nevezik. Annak ellenére, hogy e folyamatban relatív alacsony tömegű csillagok vesznek részt, ezek a legfényesebb szupernóvák.
Bármennyire is hihetetlen, az Ia típusú szupernóvák gigantikus termonukleáris robbanása számunkra kezdetben közvetlenül láthatatlan marad. Ugyanis a szupernóva felrobbanásakor kidobott anyag bármennyire forró is, sűrű és átlátszatlan. A kidobott anyagnak addig kell tágulnia, amíg átlátszó nem lesz. Az Ia típusú szupernóva esetében, ahol az anyag kezdetben nagyon sűrű volt, olyan mértékű táguláson kell a ledobott anyagnak keresztül mennie míg átlátszó lesz, hogy eközben teljesen lehűl. Így látható fény kisugárzására már nem számíthatnánk. A szupernóva fényességét tehát valami másnak kell biztosítania, ez pedig nem más, mint a radioaktív bomlás. Ha a robbanás többszörös héliumatommagból felépülő anyagból – mint például szén, oxigén vagy szilícium – táplálkozik, akkor olyan anyag keletkezik, ahol a protonok és neutronok száma (hasonlóan a kiinduló anyagokhoz) szintén egyforma. Ugyanakkor a legalacsonyabb a nukleáris potenciálja a vasnak van, ennek atommagjában 26 proton és 30 neutron van. Ezt a természet úgy állítja a szupernóva robbanás során elő, hogy először egy ugyanilyen tömegszámú de azonos számú protonból és neutronból álló magot készít a termonukleáris fúzió során. Ez a nikkel-56 (56Ni). A 56Ni atommagjában 28 proton és 28 neutron van. A 56Ni instabil és radioaktív bomláson megy keresztül, ennek során az egyik protonja neutronná alakul, és kobalt-56 (56Co) keletkezik, aminek atommagjában 27 proton és 29 neutron van. A 56Co is instabil, egyik protonja neutronná alakul át, aminek következtében egy 26 protonból és 30 neutronból álló atommag keletkezik, ami nem más, mint a vas-56, vagyis a közönséges vas. A vas pedig már stabil, sőt a létező legstabilabb elem, így ez már nem megy át átalakuláson. A radioaktív bomlások során keletkezett gamma-sugarakat elnyeli a táguló anyag, amitől felforrósodik, és ennek a forró anyagnak a sugárzását láthatjuk hónapokon át az Ia típusú szupernóva fényeként. A 56Ni felezési ideje 6,1 nap, a 56Co felezési ideje pedig 77 nap.
Az extragalaktikus távolságmérésben szerepük nagyon fontos: mivel az elfogadott elméletek szerint a robbanás mindig a Chandrasekhar-határ elérésekor történik, ezért a robbanó csillagok tömege, így a robbanásban részt vevő anyag mennyisége, végső soron a robbanás abszolút fényessége minden esetben megegyező. Így lehetőség nyílik standard gyertyaként történő felhasználásukra igen távoli galaxisok esetében, melyekben robbannak.
Újabban vitatják az Ia szupernóvák állandó abszolút fényességét bizonyos esetekben: elvben elképzelhető, hogy szoros kettős rendszerekben mindkét komponens fehér törpévé alakult, és egymás körüli keringésük közben egyre közelebb kerülve egymáshoz, egyszerre csak összeolvadnak, és így lépik át a Chandrasekhar-határt, az így keletkező objektum tömege bizonytalan, elvben a Chandrasekhar-határ kétszeresét is megközelítheti, így a szupernóva fényessége is jóval nagyobb lehet, így egyes esetekben a szupernóvákkal történő távolságmérés bizonytalan lehet.
Ennek az elméletnek azonban ellentmond egy 2009-ben publikált modell, mely két egymás körül keringő megközelítően azonos tömegű (0,83-0,90 M☉) fehér törpe összeolvadását modellezi. Az ilyen kiinduló paraméterekkel fellángoló szupernóva fényessége azonban alatta marad a "szokásos" Ia típusénak és azoktól eltérő a spektruma is. Az SN 1991bg-ről elnevezett 1991bg altípus megközelítőleg az Ia szupernóvák 10%-át teszi ki.
Más esetekben, ha a robbanó csillag forgási sebessége igen nagy, a centrifugális erő ellene dolgozhat a csillag összeroppanásának, így újra a szokottnál nagyobb tömeg elérésekor robbanva, megint csak fényesebbé téve a létrejövő szupernóvát.

### Ib, Ic, és II típus

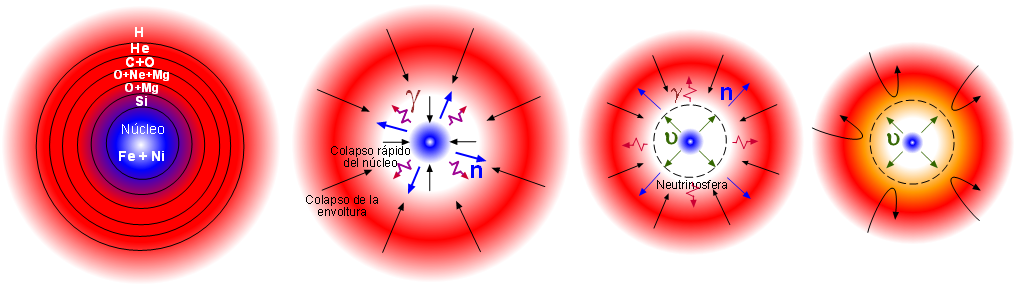
Nagy tömegű csillag magjának összeomlása, Ib Ic vagy II. típusú szupernóva

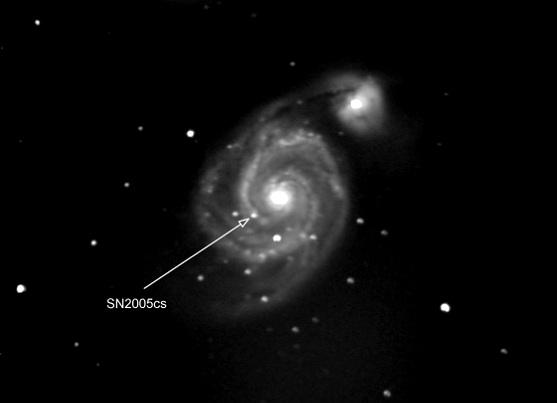
A Messier 51 galaxisban fellángolt SN 2005cs II típusú szupernóva

Nagyméretű csillagok, melyek kezdeti tömege meghaladja a 8 naptömeget, nukleáris fűtőanyaguk teljes elhasználása után fejlődésüket a mag összeroppanásával fejezik be. A folyamat eredményeképpen egy kompakt objektum, pulzár (kb. 8-20 naptömegű csillag robbanása esetén), fekete lyuk (kb. 20-40 naptömegnyi csillag robbanása esetén) vagy magnetár keletkezhet. A 40-100 naptömeg kezdeti tömegű csillagok az összeomlás során nem robbannak.
Az Ib és Ic típusú szupernóvák, hasonlóan a II-es típushoz, nagy tömegű csillagokból alakulnak ki, amelyek fűtőanyaga a magban elfogyott. A progenitor csillag azonban az erős csillagszél, vagy egy társcsillag hatására a külső hidrogénrétegét elvesztette. Az Ib és Ic típusú szupernóvák feltehetően nagy tömegű Wolf–Rayet-csillagok összeomlásakor alakulnak ki, a II-es típus pedig valószínűleg a kék szuperóriásokból keletkezik. Bizonyos mérések pedig arra utalnak, hogy az Ic típusúak kis százaléka okozza a gammafelvillanásokat, ez azonban nem zárja ki azt, hogy bármelyik, a külső hidrogénrétegeitől megszabadított nagyméretű csillag Ib illetve Ic típusú szupernóvaként felrobbanva gammakitörést eredményezzen, a robbanás térbeli lefutásának függvényében (azaz lehetséges, hogy a gammakitörés keskeny csóvája elkerüli a Földet és így nem érzékelhető).

## A szupernóvák elnevezési rendszere
A szupernóvákat az IAU nevezi el. Nevük mindig az adott év számával kezdődik, azután egy nagybetű azonosítja az egyes szupernóvákat, minden évben A-val kezdve. Napjainkban a különféle keresőprogramok sokkal több szupernóvát fedeznek fel, mint amennyit ezzel a nomenklatúrával el lehet nevezni (26 darab), ezért az adott év első 26 szupernóvája után egy két kisbetűből álló elnevezést használnak: az első azonosítja az év egy fél hónapos időszakát (az a január első felét, a b január második felét, és így tovább), a második betű pedig ezen belül az időszakon belül az adott szupernóvát, a-val kezdve és folyamatosan haladva.
Néhány, a történelmi időkben látott szupernóva, mivel az adott év nyilvánvalóan egyetlen észlelt szupernóvái voltak, betű nélkül szerepel, ilyen például a Kepler által látott SN 1604, vagy a Tycho Brahe által látott SN 1572.

## Hatásuk a csillagközi környezetre

### Nehéz elemek forrásai
A szupernóvákat tekintik az oxigénnél nehezebb elemeknek fő forrásainak: a Fe56, illetve az ennél könnyebb elemek a nukleáris fúzió során jönnek létre, míg a vasnál nehezebbek a szupernóva robbanás során fellépő nukleoszintézisben keletkeznek. Nagy valószínűséggel szupernóvákban megy végbe a nukleoszintézis gyors változata, az r-folyamat („rapid”, azaz gyors), mely rendkívül nagy hőmérsékleten és nagy neutronsűrűségnél indul be. A folyamat neutronokban gazdag, kimondottan instabil atommagokat hoz létre, melyek gyors béta-bomlással tartósabb atomokat képeznek. Az r-folyamat II típusú szupernóvákban indul be, és a vasnál nehezebb elemek megközelítően felének létrejöttéért felelős, mint például a plutónium, az urán és a kalifornium. Csak egy másik folyamat létezik, melyben vasnál nehezebb elemek keletkezhetnek, mégpedig az öreg, nehéz vörös óriásokban fellépő s-folyamat, amely azonban lassabb, és ólomnál nehezebb elemeket nem tud létrehozni.

### Szerepük a csillagok fejlődésében
A szupernóva-robbanás maradványát egy kompakt objektum és egy anyagból álló, gyorsan táguló hullámfront képezi. Ez az anyagfelhő a megközelítően két évszázadig tartó tágulás alatt a csillagközi teret „kisöpri”, majd a következő 10 000 év folyamán adiabatikus tágulás során lassan lehűl és anyaga keveredik a csillagközi anyagokkal. Az Ősrobbanásban keletkezett a hidrogén, hélium és a lítium, míg az ennél nehezebb elemeket csillagok és szupernóvák hozzák létre.
Az ilyen módon keletkezett elemek gazdagítják a molekuláris felhőket, melyekben a csillagok kialakulnak. Ennek következtében a csillagok minden generációja különbözik a többitől, kezdve a korai univerzum csak hidrogénből és héliumból álló III. populációs csillagaitól, egészen a több fémet tartalmazó I. és II. populációs csillagokig. A szupernóva-robbanás a legfontosabb mechanizmus a csillagokban a nukleáris fúzió során keletkezett nehéz elemek űrben történő elosztására. A csillagok elemösszetétele jelentősen befolyásolja élettartamukat és feltehetően hatással van a bolygók kialakulásának valószínűségére.
A táguló szupernóva-maradvány felhője mozgási energiájával elősegítheti a környező molekuláris felhőkben a csillagképződést, a felhő tömörítésével.
A rövid élettartamú radioaktív izotópok bomlási maradványainak vizsgálatával kimutatható, hogy egy közeli szupernóva-robbanás befolyásolta a Naprendszer összetételét, és akár csillagképződési folyamatot is beindíthatott. A szupernóvában keletkezett elemek tették lehetővé a Földön az élethez szükséges kémiai konfiguráció kialakulását.

## Szupernóva-jelöltek a Tejútrendszeren belül
A Tejútrendszerben átlagosan 50 évente várható új szupernóva fellobbanása.
Galaxisunk számos óriáscsillaga jutott el fejlődésének abba az állapotába, hogy csillagászati értelemben rövid időn belül (néhány ezer – millió év) szupernóvává váljék. Ilyenek a ρ Cassiopeiae, az η Carinae, az RS Ophiuchi, a VY Canis Majoris, az Antares és a Spica is. A hasonló állapotban lévő Betelgeuze az utóbbi 15 évben gyorsan elkezdett összehúzódni, ami utalhat közelgő szupernóva előtti állapotra is.
A Wolf–Rayet-csillagok közül többről feltételezhető, hogy a közeljövőben szupernóvát fognak produkálni, ilyen a például a γ Velorum és a WR 104, ez utóbbi a földi bioszférára is veszélyes lehet, mert forgástengelye és ebből eredően a robbanáskor felszabaduló energia nagy részének kisugárzási iránya megközelítőleg a Föld felé mutat.
A legközelebbi szupernóvajelölt az IK Pegasi, ez a fehér törpe mindössze 150 fényév távolságban van (ellentétben az óriáscsillagok ezer fényév körüli távolságával), és Ia típusú, sokkal fényesebb szupernóvaként fog megsemmisülni, de tömege jelenleg a számítások szerint mindössze a Nap tömegének 1,15-szöröse, ami még nagyon messze van a Chandrasekhar-határtól.

### Weboldalak
- Vinkó József (SZTE): Újdonságok a szupernóva-kutatásban – Előadás a Magyar Csillagászati Egyesület honlapján 2007. szeptember 22.
- Hogyan nem fedeztem fel a 2008D jelű szupernóvát? – Hírek.csillagászat.hu; Szerző: Sárneczky Krisztián, 2008. január 13. [halott link]
- Dávid Gyula: Az űr megtermékenyítése – szupernovarobbanások és a galaktikus reprocesszáló rendszer – Előadás, 2006. december 13.